# Brockel
Brockel è un comune di 1.365 abitanti della Bassa Sassonia, in Germania.
Appartiene al circondario (Landkreis) di Rotenburg (Wümme) (targa ROW) ed è parte della comunità amministrativa (Samtgemeinde) di Bothel.
Il territorio comunale comprende, oltre al capoluogo Brockel, le frazioni (Ortsteil) di Bellen e Wensebrock, la località di Trochel e il villaggio abbandonato di Nelson.